# Cryptoderma formosense
Cryptoderma formosense är en skalbaggsart som beskrevs av Kôno, H. 1934. Cryptoderma formosense ingår i släktet Cryptoderma, och familjen Dryophthoridae.
Artens utbredningsområde är Formosa (Argentina). Inga underarter finns listade i Catalogue of Life.